# Cmentarz ewangelicko-mennonicki w Trylu
Cmentarz ewangelicko-mennonicki w Trylu – cmentarz ewangelicki zlokalizowany w Trylu (powiat świecki, województwo kujawsko-pomorskie) przy drodze lokalnej z Lubienia Małego do Nowego.

## Historia

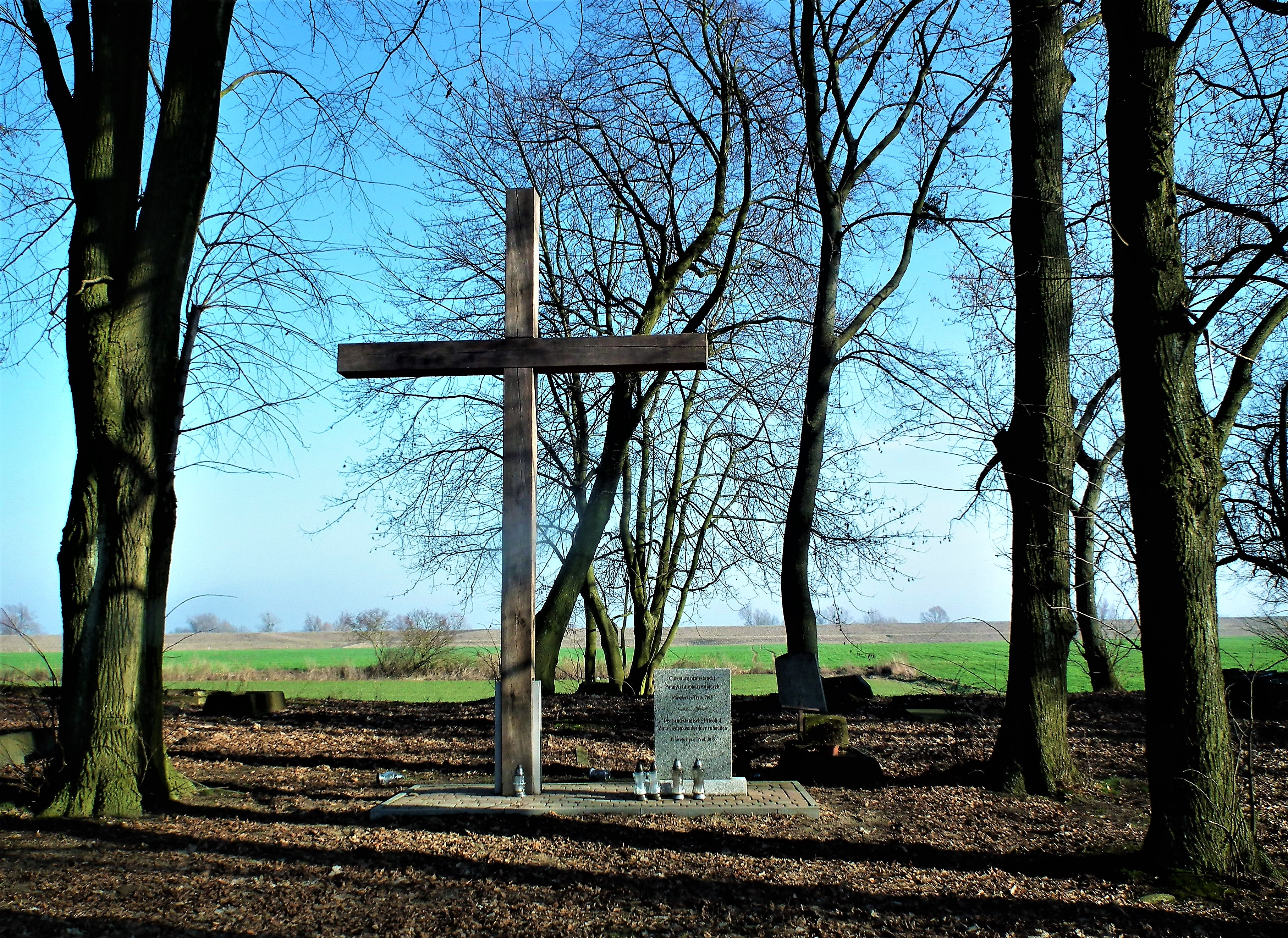
Centralna część z krzyżem

Nekropolię, która jest najstarszym zabytkiem we wsi, założono w pierwszej połowie XVIII wieku. Założycielami byli potomkowie osadników olęderskich, sprowadzonych na te tereny w 1638. Służył zarówno lokalnym mennonitom, którzy mieli zbór w Mątawach, jak i protestantom z parafii w Nowem. Był używany do 1945, a obecnie jest nieczynny. W 2012 dokonano usunięcia i uporządkowania roślinności, a potem był pod opieką miejscowej szkoły podstawowej, której uczniowie okresowo go porządkowali. W 2015 wykonany został generalny remont obiektu. Zrealizowano go w ramach projektu Odkrywamy przeszłość Tryla. Odsłonięto wówczas ponad 60 nagrobków, głównie obmurowanych, czasem w kształcie pnia dębu. 

## Architektura
Zachowana jest ceglana brama wejściowa, aleja lipowa, a także obelisk upamiętniający Heinricha Balzera. Podczas remontu odkopano żeliwne tabliczki imienne z podobiznami aniołów, czy liści koniczyny. Detal na nagrobkach to przede wszystkim wieńce laurowe, liście palmowe, krzyże, kotwice i serca. Wyryto też kilka sentencji żałobnych, m.in. z wiersza Ludwiga Jacobowskiego: Dem Auge fern, dem Herzen (ewig) nah (pol. oczom daleki, sercu wiecznie bliski. Twórcy nagrobków są nieznani, ale wiadomo, że jeden został zamówiony w Gdańsku, w pracowni Dreylinga. Prawdopodobne jest, że część wykonano w betoniarni Thielemanna w Nowem.